# ردفورد، تگزاس
ردفورد (به انگلیسی: Redford) یک منطقهٔ مسکونی در ایالات متحده آمریکا است که در شهرستان پرسدیو، تگزاس واقع شده‌است. ردفورد ۹۰ نفر جمعیت دارد و ۷۶۸ متر بالاتر از سطح دریا واقع شده‌است.